# Andre Vltchek
André Vltchek (San Petersburgo, 1962 - Estambul, 22 de septiembre de 2020) fue un analista político, periodista y cineasta estadounidense nacido en la Unión Soviética. Vltchek nació en Leningrado pero luego se naturalizó como ciudadano estadounidense. Vivió en Estados Unidos, Chile, Perú, México, Vietnam, Samoa e Indonesia.

## Biografía
André Vltchek (pronunciado "vultcek") nació en San Petersburgo (Leningrado) en tiempos de la Unión Soviética, en 1962. Su padre era un físico nuclear checo y su madre una pintora ruso-china. Se crio en Europa Central. Hasta su muerte, estuvo basado entre Asia y África. 
Cubrió conflictos armados en Perú, Cachemira, México, Bosnia, Sri Lanka, Congo, India, Sudáfrica, Timor Oriental, Indonesia, Turquía y Medio Oriente. Viajó a más de 140 países, y ha escrito artículos para Der Spiegel, el periódico japonés Asahi Shimbun, The Guardian, ABC News y el diario de la República Checa Lidové noviny. Desde 2004, Vltchek se desempeñó como Senior Fellow en el Oakland Institute.
Apareció en programas de radio y televisión, incluidos los transmitidos por France 24,RT, China Radio International, la Voz de Rusia, Press TV, CCTV, Ulusal Kanal (Turquía), Al-Mayadeen (red panárabe), Radio Pacifika, Radio Cape, entre otros. Vltchek fue entrevistado por publicaciones como People's Daily, China Daily y Tehran Times.
Al comentar sobre el libro Oceanía de Vltchek, publicado en 2010, el lingüista estadounidense Noam Chomsky dijo que evocaba "la realidad del mundo contemporáneo" y que "tampoco ha dejado de rastrear las realidades dolorosas, y particularmente para Occidente, vergonzosas a sus raíces".
Falleció el 22 de septiembre de 2020, durante el trayecto de Samsun, cerca del Mar Muerto, a Estambul. Viajaba en un vehículo con chofer con su esposa, al llegar al hotel donde se alojaban su esposa no pudo despertarlo. Las circunstancias del deceso quedaron bajo la investigación de la fiscalía de Estambul para su esclarecimiento.  Por parte de la policía se investiga el suceso como muerte sospechosa.

## Documentales
En 2004 produjo y dirigió un documental sobre las masacres de Indonesia en 1965 - Terlena - Breaking of The Nation. Inmediatamente después del devastador terremoto que sacudió a Chile en febrero de 2010, Vltchek viajó a ese país y produjo un documental titulado Chile entre dos terremotos.
Para la UNESCO, Vltchek escribió y dirigió una película Tumaini sobre el colapso social y la devastación causada por la pandemia del VIH en las comunidades alrededor del lago Victoria en Kenia. En 2012, escribió y dirigió el documental One Flew Over Dadaab para representar la tragedia de 20 años de refugiados somalíes en los campos de refugiados más grandes del mundo (Dadaab, en el norte de Kenia).
En 2015, produjo y dirigió el documental 'Rwanda Gambit' y transmitido por Press TV. Su objetivo es invertir la narrativa oficial sobre el genocidio de Ruanda de 1994, exponiendo el saqueo de la República Democrática del Congo por parte de Ruanda y Uganda en nombre del imperialismo occidental. 
En marzo de 2019, fue el orador principal de la reunión y manifestación "No a la OTAN y la guerra - Sí a la paz y el progreso", celebrada en Regina, Saskatchewan, Canadá. y entrevistado en Regina Community Radio.

## Publicaciones

### No ficción y periodismo de investigación
Vltchek es autor de varios títulos de no ficción que se centran en el imperialismo occidental y el expansionismo occidental. 
- China y la civilización ecológica: John B. Cobb, Jr. en conversación con Andre Vltchek (2019). PT Badak Merah Semesta, 180 págs. ISBN 978-6025095450
- Por Lula (edición portuguesa) (2018). PT Badak Merah Semesta, 274 págs. ISBN 978-6025095429
- Optimismo revolucionario, nilhilismo occidental (2018). PT Badak Merah Semesta, 286 págs. ISBN 978-6025095412
- La gran revolución socialista de octubre: impacto en el mundo y nacimiento del internacionalismo (2017). PT Badak Merah Semesta, 100 págs. ISBN 978-6027354395
- Exponiendo las mentiras del imperio (2015). PT Badak Merah Semesta, 822 págs. ISBN 978-6027005860
- Luchando contra el imperialismo occidental (2014). PT Badak Merah Semesta, 164 págs. ISBN 978-6027005822, sobre el surgimiento del imperialismo occidental
- Sobre el terrorismo occidental: de Hiroshima a la guerra con drones (2013). (con Noam Chomsky). Pluto Press, 200 págs. ISBN 978-0745333878, una discusión sobre el poder occidental y la propaganda con Noam Chomsky.
- Oceanía: neocolonialismo, armas nucleares y huesos (2013). Atuanui Press, 258 págs. ISBN 978-0992245337, un análisis en profundidad de toda la región del Pacífico y su "destrucción" por las potencias tradicionales y neocoloniales.
- Indonesia, Archipiélago del Miedo (2012). Plutón Press . 288 págs. ISBN 9780745331997, sobre Indonesia posterior a 1965, un estado colapsado.
- Exilio: conversaciones con Pramoedya Ananta (2006). (con Rosie Indira y Nagesh Rao). Libros de Haymarket . 166 págs. ISBN 1-931859-28-0, conversaciones con el escritor del sudeste asiático Pramoedya Ananta Toer.
- Terror occidental: de Potosí a Bagdad (2006). Prensa de Mainstay . 304 págs. ISBN 0-9774590-3-9

### Ficción
Vltchek es autor de varias novelas y obras de teatro de ficción. 
- "Aurora" (1ª edición, 2016), Badak Merah Semesta, 200 p. ISBN 978-6027354364
- Punto de no retorno (2a edición, 2013). Mainstay Press, 364 p. ISBN 978-0977459070
- Liberation Lit (2010). (con Toni Christini). Prensa de Mainstay. 822 p. ISBN 0-9774590-6-3
- Fantasmas de Valparaíso y conversaciones con James
- Nalezený, una novela publicada en checo